# Вироква, Висконсин
Вироква, Висконсин (енгл. Viroqua) град је у америчкој савезној држави Висконсин.

## Демографија
По попису из 2010. године број становника је 4.362, што је 27 (0,6%) становника више него 2000. године.
| Група             | 2000.         | 2010.         |
| Белци             | 4.257 (98,2%) | 4.211 (96,5%) |
| Афроамериканци    | 3 (0,1%)      | 26 (0,6%)     |
| Азијати           | 20 (0,5%)     | 24 (0,6%)     |
| Хиспаноамериканци | 30 (0,7%)     | 44 (1,0%)     |
| Укупно            | 4.335         | 4.362         |